# Транспорт в Швейцарии
Транспортная система Швейцарии функционирует в соответствии с расписанием, обеспечивающим координацию различных видов общественного транспорта, включая железнодорожный, автобусный, фуникулёрный и водный. Пересадки между ними организованы с учётом минимизации времени ожидания. Проездные документы приобретаются через мобильное приложение, официальный интернет-портал, билетные автоматы и кассы, расположенные на крупных транспортных узлах, а также в билетных автоматах внутри автобусов.
В Швейцарии применяется зоновая система тарифов, при которой билет действителен в пределах приобретённых тарифных зон, независимо от вида общественного транспорта. Это позволяет пассажирам использовать один билет для поездок на различных транспортных средствах, если пункт назначения находится в пределах оплаченной зоны.
Действует тактовая система движения - все виды транспорта следуют с интервалами не больше часа. В случае опоздания можно использовать некоторое количество альтернативных путей или ждать следующий транспорт. Если опаздывает один вид транспорта, то стыковочные рейсы обязаны ждать опаздывающих пассажиров.
Почти на всех видах транспорта действует система самоконтроля (нем. - selbstkontrolle). Билеты не проверяются на постоянной основе, изредка контролерами, в случае отсутствия билета выставляется минимальный штраф 100 CHF (100 швейцарских франков), на который могут налагаться дополнительные санкции.

## Проездные билеты SBB для жителей Швейцарии

### Обычный билет (Standard ticket/Normales Billett)
Даёт право на совершение поездки по указанному на билете маршруту.
Существуют билеты 1-го и 2-го классов, на поездку до пункта назначения, до пункта назначения и обратно, до пункта назначения через несколько промежуточных станций. Обладатели Half Fare Сard, дети от 6 до 16 лет и дети до 6 без сопровождения взрослых имеют право на 50 % скидку. Для детей до 6 лет в сопровождении взрослых проезд бесплатный.
(Максимальное число детей на одного сопровождающего — 4. Сопровождающий должен быть старше 12 лет и обязан приглядывать за детьми. Право бесплатного проезда не распространяется на лыжные школы, интернаты, приюты, детские сады и другие аналогичные организации).
Билеты, приобретенные в кассе или билетном автомате, действительны в течение 1 дня или 1 месяца, в зависимости от протяженности маршрута (см. таблицу). Продолжительность действия Online-билетов (продаются только через Internet) отличается от билетов, купленных в кассе или автомате. Кроме того, дата поездки должна быть определена при покупке. Последующее изменение даты или обмен невозможны.
| Протяженность                | «туда» | «туда и обратно»   |
| Билеты из кассы или автомата |        |                    |
| до 115 км                    | 1 день | 1 день             |
| больше 116 км                | 1 день | 1 месяц            |
| Online-билеты                |        |                    |
| до 115 км                    | 1 день | 1 день             |
| больше 116 км                | 1 день | 1 день на поездку* |

Поездка «обратно» разрешается в течение 1 месяца после поездки «туда»
Билеты объединённой системы тарифов
Специальные билеты требуются при поездках в пределах следующих объединённых тарифных зон (traffic communities):
- Zuürcher Verkehrsverbund
- Tarifverbund Nordwestschweiz
- Tarifverbund Libero (Bern-Solothurn)
- Passepartout (Luzern/Obwalden/Nidwalden)
- Tarifverbund Schwyz
- Tarifverbund Zug
- Unireso Genève
- Mobilis Lausanne

### Multiple-journey ticket/Die Mehrfahrtenkarte
Представляет собой «6 в одном» обычных билетов на поездку в одном направлении по одному и тому же маршруту.
Особенности:
- Поездка только one-way. «Туда и обратно» билета нет.
- 1 или 2 класс.
- 50 % при наличии Halbtax и для детей до 16-ти.
- Не именной. Может быть передан кому угодно. Может быть использован для оплаты проезда нескольких пассажиров, совершающих поездку вместе (по «поездке» на пассажира).
- Действителен вместе с Junior Card.

Время действия:
- короткие дистанции (agglomaration/nahverkehr): 4 часа с момента валидации
- дальние дистанции (fernverkehr): в течение дня валидации

Если время действия билета заканчивается во время поездки — действуют следующие правила:
- короткие дистанции (agglomaration/nachverkehr): разрешается закончить проезд в том поезде, где закончился срок действия билета (без пересадок);
- дальние дистанции (fernverkehr): При условии, что поездка началась до полуночи, разрешается её закончить после полуночи, совершая необходимые пересадки.

### Городской билет (City-Ticket)
Комбинация обычного билета и дневного проездного на общественном транспорте города.
Типы:
- 1 или 2 класс;
- «туда», «туда и обратно»;
- 50 % при наличии Halbtax и для детей от 6 до 16;
- время действия билета 1 день.

Города, для которых предлагается City-Ticket, зона действия и цены проездных представлены в следующей таблице.
| Город             | Зона действия | Цена      |
| ----------------- | --- | --------- |
| Aarau             | Сеть маршрутов BBA (автобусные линии Aarau), за исключением маршрута Obererlinsbach Rössli — Barmelweid.                                | 5.-/4.-   |
| Baden-Wettingen   | Без ограничений по всей сети общественного транспорта Baden-Wettingen                                                                   | 4.-/4.-   |
| Basel             | Только в 10 зоне тарифной сети северо-западной Швейцарии                                                                                | 6.50/3.30 |
| Bern              | Только 10 и 11 зоны (исключая Gurtenbahn) тарифной ассоциации Libero                                                                    | 6.-/4.-   |
| Biel/Bienne       | Без ограничений по всей сети городской транспортной компании города Biel                                                                | 6.-/3.-   |
| Chur              | Без ограничений по всей сети городской транспортной компании Stadtbus Chur AG включая Haldenstein/Felsberg                              | 6.-/4.-   |
| Frauenfeld        | Без ограничений на городских автобусах Фрауенфельда линий 1, 2, 3. На «ночном такси» платится только добавочная стоимость ночного такси | 4.-/3.-   |
| Genève            | SBB глючит и ничего не говорит |           |
| La Chaux-de-Fonds | Без ограничений по сети городского транспорта La Chaux-de-Fonds                                                                         | 5.-/4.-   |
| Locarno           | Без ограничений на автобусах номер 24, 31, 32, 36 муниципалитетов Locarno-Minusio-Muralto-Ascona-Losone                                 | 6.60/3.30 |
| Luzern            | Без ограничений в зонах 10, 20 тарифного объединения Passepartout (кантоны Luzern, Obwalden and Nidwalden)                              | 7.50/4.50 |
| Neuchâtel         | SBB глючит и ничего не говорит |           |
| Schaffhausen      | Без ограничений по сети городского транспорта Schaffhausen                                                                              | 5.-/5.-   |
| St.Gallen         | Без ограничений по сети городского транспорта St.Gallen (VBSG) и на «Mühleggbahn» (MSG)                                                 | 7.-/7.-   |
| Thun              | На автобусах компании STI. Маршруты: 1-5, 22, 23, 31 на (до?) «Wartboden», 21 to «Hilterfingen Kirche»)                                 | 5.-/4.-   |
| Winterthur        | Без ограничений на всех видах общественного транспорта города, а также в зоне 20 Цюрихской сети ZVV                                     | 6.80/4.80 |
| Yverdon           | На автобусных маршрутах 1 (до Les Tuileries), 2, 3, 4 (до La Paix) без BGV (указано только в нем. и фр.)                                | 5.-/3.-   |
| Zug               | Без ограничений на автобусах и поездах в 10 зоне города                                                                                 | 4.80/3.80 |
| Zürich            | Без ограничений на всех видах городского транспорта в 10 зоне ZVV                                                                       | 6.80/4.80 |

### Дневной проездной (Day Pass/Tageskarte)
Day Pass дает право на неограниченное передвижение по территории страны на поездах, почтовых автобусах, судах, а также по сети городского транспорта большинства городов (см. карту покрытия 1/2). Проездной действителен 1 день. Бывает 1-го и 2-го классов. Может использоваться только при наличии half-fare card.
Разновидности:
- Multiple Day Pass — аналогичный по действию 6 обычным (то есть на 6 дней), по цене пяти.
- Children Day Pass — Для детей 6—16, сопровождаемых взрослыми (внуки, крестные дети, дети соседей), имеющими Half-Fare Card или GA. Количество детей на каждого взрослого ограничено четырьмя. См. также Magic Ticket
- Собачий Day Pass — Для собак. Хозяин собаки при этом должен иметь действительный билет или GA (включая 1/2 билеты и билеты «до 16 лет»).
- Bicycle Day Pass — Проездной на велосипед.
  - Область действия указана на карте. Также действителен на всех маршрутах ZVV, за исключением судов на Greifensee и парома Horgen-Meilen на Zürichsee.
  - Каждому пассажиру разрешается перевозить только один велосипед.
  - Специальные велосипеды, не вмещающиеся в стандартное подвесное устройство (тандемы, лежачие велосипеды) или имеющие длину более 2 метров, оплачиваются в двойном размере (2 вело-проездных). Велоприцепы (Veloanhänger) шириной до 60 см оплачиваются, как велосипеды.
  - обладателям Halbtax Abo, GA, билетов Swiss Travel System, детям до 16 предоставляется скидка
  - Для детей до 6 лет и детей с Junior Card в сопровождении родителей провоз детских велосипедов и Windschattenvelo/Junior trailer bicycle бесплатный. Для молодёжи, имеющей билет «Track 7» после 19:00 провоз велосипедов бесплатный.
  - Провоз велосипедов разрешается только в специально оборудованных вагонах и только при наличии свободных мест (то есть без гарантий. Как и для людей, впрочем).
  - Для коротких поездок SBB рекомендует покупать на велосипед стандартный билет, если его стоимость меньше стоимости Bicycle day pass. При этом обладателям Halbtax Abo, GA, билетов Swiss Travel System, детям до 16 предоставляется 50 % скидка.
- Upgrade to 1st class for a day — Дает право на поездку в 1 классе. Действителен только при наличии Day Pass или GA 2-го класса.
- Multiple Class upgrade — то же, но на 6 дней, по цене пяти.
- Tageskarte Gemeinde

```
Type						Price (CHF) 
Day Card 1st class (x)	                        121.-
Day Card 2nd class (x)                     	71.-
Day Card 1st class, valid from 9 am (x)        96.-
Day Card 2nd class, valid from 9 am (x)        58.-
Day Cards multiple 1st class (x)		605.-
Day Cards multiple 2nd class (x)		355.-
Children Day Card 1st class			32.-
Children Day Card 2nd class			16.-
Day card for dogs				34.-
Bicycle Day Card				18.-
Bicycle Day Card (discounted (x))		12.-
Upgrade to 1st class for a day			50.-
Upgrade to 1st class for a day, valid from
  9 am                                         38.-
Multiple upgrade to 1st class for a day	250.-
Multiple upgrade to 1st class fro a day,
  valid from 9 am                              190.-
```

(x) = price with half fare card
More details: 
Описание Day card на сайте SBB

### Билеты Click&Rail
Билет 2-го класса на одну поездку от станции до станции, имеющий следующие особенности:
- Существенно более низкая стоимость.
- Количество билетов ограничено и определяется заполненностью поездов к моменту покупки.
- Продаются только по Internet в онлайновой кассе SBB. По почте не посылаются, на станции не продаются.
- Пассажир сам печатает свой билет.
- Click&Rail билет «туда и обратно» не продается. Только в одну сторону.
- Продажа билетов начинается за 2 дня и заканчивается за 2 часа до отправления поезда (или когда билетов больше нет).
- Класс и/или маршрут менять нельзя.
- Обмен и возврат денег за билет невозможны.
- Билет именной. Может быть использован только лицом, на чье имя куплен.
- Такого билета для собак нет.
- Билет действителен только на поездах, указанных в билете.
- 50 % скидку, как обычно, имеют владельцы 1/2 card и дети от 6 до 16 лет.
- Дети, имеющие Junior Card в сопровождении родителей, — бесплатно.

В настоящее время билеты этого типа продаются только на следующие направления:
- Zurich---Ticino
- Zurich---Bern---Geneva
- Basel---Ticino
- Basel---Biel/Bienne---Geneva
- Geneva---Brig

Существуют аналогичные Click&Rail Europe билеты, для поездок по Европе.
Описание Click&Rail билетов на сайте SBB

### Ticket for groups
- Schools/Y+S
- Companies/Societies

### Class upgrade tickets
- Class upgrade for 1 day (add-on to a GA or Day Pass)
- Class upgrade for 6 days (add-on to a GA or Day Pass)

## Абонементы

### Half-Fare Card
- 1-year Half-Fare Card
- 2-year Half-Fare Card
- 3-year Half-Fare Card
- Half-Fare Card for 16-year-olds
- Monthly Pass to the Half-Fare Card

### General Abonnement
- Monthly Pass to the Half-Fare Card
- for adults (25 and over): Adult GA, Adult GA (GA subscription), Adult GA (against invoice)
- for young people (16-25): Junior GA, Junior GA (GA subscription), Junior GA (against invoice)
- for male senior citizens (65 and over): Senior GA for Gentlemen aged 65+, Senior GA for Gentlemen aged 65+ (GA subscription), Senior GA for Gentlemen aged 65+ (against invoice)
- for female senior citizens (62 and over): Senior GA for Ladies aged 62+, Senior GA for Ladies aged 62+ (GA subscription), Senior GA for Ladies aged 62+ (against invoice)
- for children (younger than 16): Child’s GA, Child’s GA (GA subscription), Child’s GA (against invoice)
- for disabled passengers: GA for Disabled Persons, GA for Disabled Persons (GA subscription), GA for Disabled Persons (against invoice)
- for dogs: GA for dogs

### Track 7
- Track 7 and 1-year Half-Fare Card

Track 7 продается только лицам в возрасте 16—25 лет. Срок действия — 1 год. Дает возможность бесплатного проезда на поездах после 19 часов.
Стоимость — 129 CHF.

### Point-to-point abonnement
- adults (25 and over)
  - 1-Month Point-to-Point Pass for Adults
  - 1-year point-to-point season ticket for adults
- young people (younger than 25)
  - 1-Month Point-to-Point Pass for children and young people up to 25
  - 1-year point-to-point season ticket for young people under 25

### Junior card
Годовая карта для детей от 6 до 16, стоимостью 20.- CHF. Дает ребёнку в сопровождении родителей (хотя бы одного) право на бесплатный проезд в поездах. У родителей при этом должен быть действительный билет (исключая сезонные билеты «от места до места», community сезонные билеты и другие специальные предложения). Область действия Junior card совпадает с областью 1/2 card. На многих маршрутах трамваев, автобусов и предложений RailAway действует скидка для обладателей Junior Card. При покупке Junior Card на 3-х и более детей оплачивается стоимость только 2-х карт. Остальные — бесплатно.
Описание Junior card на сайте SBB

## Билеты для поездок по Европе
- Click&Rail Europe
  - Click&Rail Europe (Austria)
  - Click&Rail Europe (Germany)

## Проездные Билеты Swiss Travel System (STS)
Правом на приобретение билетов обладает любое лицо, за исключением постоянно проживающих на территории Швейцарии или княжества Лихтенштейн. При покупке билетов требуется удостоверение личности. Фотография не требуется.
Проездные билеты Swiss Pass/Swiss Saver Pass, Swiss Flexi Pass/Swiss Flexi Saver Pass и Swiss Youth Pass можно приобрести на большинстве вокзалов и крупных железнодорожных станций Швейцарии. Билет Swiss Transfer Ticket в Швейцарии не продается, а билеты Swiss Cards продаются только в аэропортах и на пограничных железнодорожных станциях.
Билеты также можно получить по почте. В пределах Швейцарии вышеперечисленные билеты доставляются в течение 3 дней бесплатно. При посылке за границу действуют следующие тарифы:
| Страна                              | Служба доставки    | Время доставки | Стоимость, CHF |
| Европа (стоимость заказа < 500 CHF) | Приоритетная почта | 14 дней        | 8.0            |
| Европа (стоимость заказа >500 CHF)  | DHL                | 4 дня          | 42.0           |
| Мексика, США, Канада                | DHL                | 4 дня          | 42.0           |
| Другие страны                       | DHL                | 4 дня          | 79.0           |

Family Card/Children rates
При наличии этого билета дети от 6 до 16 лет в сопровождении родителей (хотя бы одного) имеют право на бесплатный проезд. Билет можно получить бесплатно в кассах SBB.
Для детей от 6 до 16 лет, путешествующих без родителей, скидка на все билеты Swiss Travel System составляет 50 %.

### Swiss Pass
Дает право на неограниченное передвижение по территории страны на поездах, почтовых автобусах, судах. Покрывает панорамные маршруты и все виды общественного транспорта в 37 городах. Дает скидки на некоторые горные экскурсии, билеты частных железных дорог и подъемников и некоторые другие услуги.
Существуют билеты продолжительностью действия 4, 8, 15, 22 дней и 1 месяц. Время отсчитывается с момента первой поездки. То есть, например, билет на 4 дня действителен в течение последующих 4 дней после первой поездки.
| Дней  | 1 класс, CHF | 2 класс, CHF |
| 4     | 370.0        | 245.0        |
| 8     | 525.0        | 350.0        |
| 15    | 640.0        | 425.0        |
| 22    | 735.0        | 490.0        |
| 1 мес | 810.0        | 540.0        |

### Swiss Saver Pass
Является льготной разновидностью Swiss Pass, предназначенной для людей, путешествующих совместно. При тех же правилах действия его стоимость на 15 % ниже стоимости Swiss Pass для каждого из путешественников.
| Дней  | 1 класс, CHF | 2 класс, CHF |
| 4     | 315.0        | 208.0        |
| 8     | 447.0        | 298.0        |
| 15    | 544.0        | 361.0        |
| 22    | 625.0        | 417.0        |
| 1 мес | 689.0        | 459.0        |

### Swiss Youth Pass
Молодёжная льготная разновидность Swiss Pass, предназначенная для людей до 26 лет. При тех же правилах действия, что у Swiss Pass, его стоимость на 15 % ниже для каждого из путешественников.
Скидки, аналогичной Swiss Saver Pass, на эти билеты не предусмотрено.
| Дней  | 1 класс, CHF | 2 класс, CHF |
| 4     | 278.0        | 184.0        |
| 8     | 394.0        | 263.0        |
| 15    | 480.0        | 319.0        |
| 22    | 552.0        | 368.0        |
| 1 мес | 608.0        | 405.0        |

### Swiss Flexi Pass
Предоставляет права, аналогичные Swiss Pass.
Существуют билеты сроком действия 3, 4, 5, 6 или 8 дней. В отличие от Swiss Pass-а, однако, это могут быть любые дни месяца по вашему усмотрению (не обязательно последовательные).
| Дней | 1 класс, CHF | 2 класс, CHF |
| 3    | 355.0        | 235.0        |
| 4    | 430.0        | 285.0        |
| 5    | 500.0        | 330.0        |
| 6    | 565.0        | 375.0        |
| 8    | 660.0        | 440.0        |

### Swiss Flexi Saver Pass
Является льготной разновидностью Swiss Flexi Pass, предназначенной для людей, путешествующих совместно. При тех же правилах действия его стоимость на 15 % ниже стоимости Swiss Flexi Pass для каждого из путешественников.
Молодёжного льготного варианта данного билета (такого, как Swiss Youth Pass) по сниженной цене не существует.
| Дней | 1 класс, CHF | 2 класс, CHF |
| 3    | 302.0        | 200.0        |
| 4    | 366.0        | 243.0        |
| 5    | 425.0        | 281.0        |
| 6    | 481.0        | 319.0        |
| 8    | 561.0        | 374.0        |

### Swiss Transfer Ticket
Дает право на одну поездку «туда и обратно» в любое место страны на поездах, почтовых автобусах, судах. Особенностью данного билета является то, что поездка должна начаться и закончиться либо на границе Швейцарии, либо в любом швейцарском аэропорту. При этом путешествие к пункту назначения (или обратно) должно быть осуществлено в течение одного дня и по кратчайшему маршруту.
Перед началом поездки владелец билета должен указать на нём дату начала или окончания путешествия. Билет действителен в течение 1 месяца (то есть можно вернуться по нему назад через месяц).
Продается только за рубежом и в онлайновой кассе SBB.
Рекомендуется для приезжающих в отпуск или на выходные в конкретный регион страны.
| 1 класс, CHF | 2 класс, CHF |
| 184.0        | 120.0        |

### Swiss Card
«Продленная» разновидность Swiss Transfer Ticket. Помимо поездки до конечного пункта назначения и обратно, он дает право на 50 % скидку на все дальнейшие путешествия на поездах, автобусах и судах в течение срока действия билета. Это же правило распространяется на большинство экскурсий в горы и подъемники.
Swiss card дает право на
- Проезд до пункта назначения в день прибытия в Швейцарию от границы или с железнодорожной станции швейцарского аэропорта
- 50 % скидку на всех льготных маршрутах (см. карту льготных маршрутов) на поездах, автобусах, подъемниках, судах до дня отъезда домой (в пределах 1 месяца со дня прибытия)
- Обратный проезд на границу или ж/д станцию швейцарского аэропорта в день отъезда

Проезд до пункта назначения и обратно должен быть осуществлен в течение одного дня и по кратчайшему маршруту с использованием маршрутов поездов, автобусов, подъемников, судов, отмеченных на карте маршрутов STS.
Swiss Card действителен в течение 1 месяца со дня прибытия. Перед поездкой владелец билета должен указать на нём дату начала или окончания путешествия.
Swiss card не дает право на
- Покупку месячного абонемента (monthly pass, Monatskarte der Verbund) вместе с Half Fare Card
- Скидку при покупке международных билетов
- Покупку абонемента Track 7
- Скидку при покупке групповых билетов

Наиболее удобен для тех, кто собирается провести отпуск в одном из регионов Швейцарии (до 1 мес) и путешествовать при этом.
| 1 класс, CHF | 2 класс, CHF |
| 246.0        | 174.0        |

### Swiss Half Fare Card
Дает 50 % скидку на всех льготных маршрутах (см. карту льготных маршрутов) на поездах, автобусах, подъемниках, судах.
Действительна 1 месяц.
Swiss Half Fare Card не может быть использована совместно с Family Card (то есть льготы не суммируются). Для детей в сопровождении родителей (хотя бы одного) существует Junior Card, которые продаются на всех ж/д станциях Швейцарии (заказ по интернету невозможен).
Swiss Half Fare Card не дает право на
- скидку при покупке международных билетов;
- скидку при покупке групповых билетов.

Swiss Half Fare Card продается только в Швейцарии, некоторых других европейских странах и в онлайновой кассе SBB
Рекомендуется для коротких путешествий по Швейцарии.
Стоимость Swiss Half Fare card на 1 месяц: 120 CHF (сентябрь 2013).